# Dark Knight Court
"Dark Knight Court" é o décimo sexto episódio da vigésima quarta temporada de The Simpsons. Sua emissão ocorreu em 17 de março de 2013.

## Enredo
Bart é falsamente acusado de fazer uma "pegadinha de Páscoa" para os membros da banda da escola elementar, envolvendo ovos podres escondidos em instrumentos de sopro. Lisa vai virar advogada para defender seu irmão. Enquanto isso, o Sr. Burns tenta realizar seu sonho de se tornar um super-herói, o Fruit-Bat-Man.

## Recepção
Em sua exibição original, o episódio foi assistido por 4.89 milhões de espectadores, com 2.2 pontos de audiência na demográfica 18-49.